# Facultad de Ciencias Jurídicas y Sociales de la Universidad de Concepción
La Facultad de Ciencias Jurídicas y Sociales de la Universidad de Concepción, es la facultad más antigua perteneciente a la Universidad de Concepción, segunda facultad de derecho más antigua de Chile y es una de las escuelas de derecho más prestigiosas del país. De la facultad egresaron el presidente chileno Juan Antonio Ríos, único presidente chileno sin su alma mater en Santiago de Chile, destacados Ministros de Estado, Senadores, Diputados y Ministros de la Corte Suprema.
Se encuentra ubicada en la sede central de la Universidad, cercano al Campanil de la institución. Su arquitectura está enmarcada por el estilo neoclásico que primo durante las primeras décadas del siglo XX en la universidad. Posee cuatro pisos, tres de ellos exclusivamente de aulas, una biblioteca jurídica, auditorio y salas de litigación para estudiantes. 
Sus inicios radican en el Curso de Derecho Civil de Concepción en el año 1830 sostenido por la suscripción pública durante la época del ministro Diego Portales. 
Actualmente posee cinco ministros de la Corte Suprema de Chile, segunda mayoría universitaria a nivel nacional. Para el 2012, de los 27 abogados nominados a integrar la Corte de Apelaciones de Concepción 26 resultaron ser egresados de Derecho de la UdeC.[cita requerida]

## Historia
Los orígenes de la Carrera de Derecho se remontan al año 1830, cuando el Rector del entonces denominado “Instituto Literario” en Concepción, en conjunto con profesores del Instituto Nacional, iniciaron en Concepción un Curso de Derecho Civil, sostenido por suscripción pública.
En torno al mismo Instituto Literario, denominado después “Liceo de Hombres de Concepción”, se prosiguió la enseñanza jurídica hasta que por decreto 753, de 5 de mayo de 1865, se crea el Curso Fiscal de Leyes de Concepción, cuyas primeras clases se iniciaron a fines del mismo mes.
En 1928, ante la crisis económica que vivía el Curso Fiscal de Leyes, el rector Enrique Molina Garmendia la integró a la Universidad de Concepción, constituyéndose como Facultad de la Universidad desde 1929. El cuerpo de profesores y el grupo de alumnos siguió siendo el mismo. 
Inicialmente el control de sus programas y exámenes correspondió a la Universidad de Chile hasta que por ley de 10 de junio de 1953 obtuvo su plena autonomía.
Desde 1993, la facultad imparte además de Derecho la carrera de Administración Pública y Ciencia Política.
En 2005 se abrió una sede en la ciudad de Chillán acompañado del entonces decano Sergio Carrasco Delgado, teniendo su primera promoción en 2009.

## Departamentos
La Facultad cuenta con los siguientes de departamentos:
- Departamento de Derecho Económico
- Departamento de Derecho Laboral
- Departamento de Derecho Penal
- Departamento de Derecho Privado
- Departamento de Derecho Procesal
- Departamento de Derecho Público
- Departamento de Historia y Filosofía del Derecho
- Departamento de Administración Pública y Ciencia Política

## Decanos
- Alberto Coddou Ortíz (1929-1939)
- Tomás Mora Pineda (1939-1943)
- Rolando Merino Reyes (1943-1957)
- Humberto Enríquez Frödden (1957-1962)
- Manuel Sanhueza Cruz (1962-1971)
- Sergio Jarpa Fernández (1971-1973)
- René Vergara Vergara (1973-1975)
- Julio Salas Vivaldi (1975-1980)
- Mario Cerda Medina (1980-1982)
- Jaime Navarrete Barrueto (1982)
- Hernán Troncoso Larronde (1982-1990)
- René Ramos Pazos (1990-1996)
- Sergio Carrasco Delgado (1996-2005)
- Hernán Troncoso Larronde (2005-2008)
- Sergio Carrasco Delgado (2008-2011)
- José Luis Diez Schwerter (2011-2017)
- Rodolfo Walter Díaz (2017- )

## Juristas destacados
La escuela de Derecho de la Universidad de Concepción cuenta con publicaciones de sus docentes en casi todas las áreas del derecho. Históricamente se ha destacado por su fuerte departamento en derecho privado,[cita requerida] principalmente del derecho civil y comercial.[cita requerida]
Algunos de los juristas de renombre que han hecho docencia en la facultad son los siguientes:
- Ricardo Sandoval López
- Daniel Peñailillo Arévalo
- René Ramos Pazos
- Avelino León Hurtado
- David Stitchkin
- Augusto Parra
- Ramón Domínguez Águila
- Ramón Domínguez Benavente
- Julio Salas Vivaldi